# Sarnówka (województwo kujawsko-pomorskie)
Sarnówka – wieś w Polsce położona w województwie kujawsko-pomorskim, w powiecie włocławskim, w gminie Lubanie.
W latach 1975–1998 miejscowość położona była w województwie włocławskim. Według Narodowego Spisu Powszechnego (III 2011 r.) liczyła 99 mieszkańców. Jest siedemnastą co do wielkości miejscowością gminy Lubanie.